# Josep-Joan Piquer i Jover
Josep-Joan Piquer i Jover (Barcelona, 28 de maig de 1911 - Vallbona de les Monges, Urgell, 23 de novembre de 1985) va ser un pedagog i historiador català.

## Biografia
A l'edat de només tres anys mor assassinat el seu pare, militant sindical catòlico-obrer, i dos anys després també mor la seva mare. Com a orfe és adoptat per uns oncles materns de Vallbona de les Monges (Urgell) on passa la infantesa. El 1921 ingressa al Seminari de Tarragona. El 1933, després d'interrompre els estudis eclesiàstics, es trasllada a Barcelona, on més endavant es llicencia en Filosofia i Lletres a la Universitat de Barcelona, especialitat de Pedagogia. Actua com a educador a l'Escola-Granja de Plegamans del "Patronat de la Infància Abandonada", sota el guiatge de l'eminent religiós i pedagog Josep Pedragosa, on s'inicia en la readaptació d'infants abandonats, i treballà a l'Institut Psicotècnic de la Generalitat, on col·laborà amb Emili Mira. Els seus principals treballs, conseqüència d'experiències obtingudes en aquesta Escola-Granja, foren publicats els anys 1934-1935 al Butlletí dels Mestres. Per altra banda, el seu pas per Vallbona, li despertà un gran interès per la història del monestir de monges del Cister i per l'estudi de totes les qüestions relacionades amb la vida monàstica.
El 1940 es casa amb Isabel Jornet Portella. Llavors comença una tasca important a la Junta Provincial de Protecció a la Infància i al Tribunal Titular de Menors. El 1941 neix el seu primer fill, Josep Joan. El 1946 mor la seva esposa Isabel. Aquest mateix any ingressa en la Secció de Pedagogia del Consell Superior d'Investigacions Científiques (CSIC), on va continuar fins a l'any 1981, com a secretari de la Delegació de Barcelona. El 1948 es casa en segones núpcies amb Carlota Pomés i Coll, bibliotecària destinada a la Biblioteca de Catalunya, que col·laborà amb ell en les obres que publicà seguidament. Un any més tard, el 1949, neix la seva segona filla, Rosa Maria.
Durant els anys seixanta fou director del laboratori psicotècnic del Tribunal Tutelar de Menors i sotsdirector del Grup Benèfic de la Junta de Protecció de Menors. Aquestes tasques les va compartir amb la direcció de la revista "Pro Infancia y Juventud", de la qual va ser durant tretze anys, entre 1950 i 1962, el seu redactor en cap. També va treballar, en qualitat de director literari, a l'Editorial Litúrgica Española, lloc des d'on feu possible i promocionà l'edició d'obres notables, que obtingueren gran difusió. El 1971 es jubila de tots els càrrecs de la Protecció de Menors per a dedicar-se exclusivament als estudis històrics.
El 1980, juntament amb la seva esposa Carlota Pomés, un cop ja instal·lats a Vallbona de les Monges, posen en marxa la biblioteca "El Verger", una col·lecció oberta a tot el poble, amb un bon fons de literatura i un altre d'història local i comarcal. En realitat, Piquer i Jover va estar sempre, des de la seva infància, lligat a la població de Vallbona. El 23 de novembre de 1985, amb 74 anys, va morir com a conseqüència de la malaltia de Parkinson a Vallbona de les Monges. Per decisió familiar el seu llegat bibliogràfic va ser donat a la Universitat Autònoma de Barcelona. L'any 2013, l'Arxiu Comarcal d'Osona va rebre en dipòsit l'important llegat Piquer-Pomés, compost de més de 1.700 documents entre els quals destaca la col·lecció de gravats —bàsicament de temàtica religiosa— i de goigs que havia anat conformant durant anys Piquer i Jover.

## Publicacions
La seva producció científica va ser molt àmplia en els terrenys pedagògic i psicosocial (amb 78 publicacions) i en els àmbits històric i eclesiàstic (amb 75 contribucions). Entre aquesta dilatada producció destaquen:
Relacionades amb la seva tasca en el món de la protecció de menors:
- Tipus i tendències de treball dels menors delinqüents de Barcelona (1961)
- Inteligencia, inmigración y suburbio (1972)

Al voltant dels seus estudis sobre història cistercenca (Vallbona, Santes Creus): 
- Epistolari familiar de santa Joaquima de Mas (1967)
- Normes metodològiques per a la redacció del ‘Monasticon Cataloniae' (1967)
- El senyoriu de Verdú (1968)
- El periodista Ramon Pomés i el seu temps (1977)

## Reconeixements
- Premi Lombroso instituït per la Societat Internacional de Criminologia
- Premi Pelfort de la Societat Econòmica Barcelonesa d'Amics del País, per la seva obra mestra El nen abandonat i delinqüent (1946)
- Fill adoptiu del poble de Vallbona (1967)
- Premi Ciutat de Barcelona, d'assaig (1976)
- Medalla de la Fundació Roger de Belfort (1983)

## Col·lecció Fons Josep-Joan Piquer i Jover
El fons de Josep Joan Piquer i Jover es va incorporar a la Biblioteca de Ciències Socials de la Universitat Autònoma de Barcelona l'any 2002. Consta d'una extensa documentació en llibres i fascicles de gran interès per a la recerca en Ciències de l' Educació, Història, Dret, Sociologia, Psicologia, Medicina i Criminologia i també per a treballs transversals